# Siège de Fortum

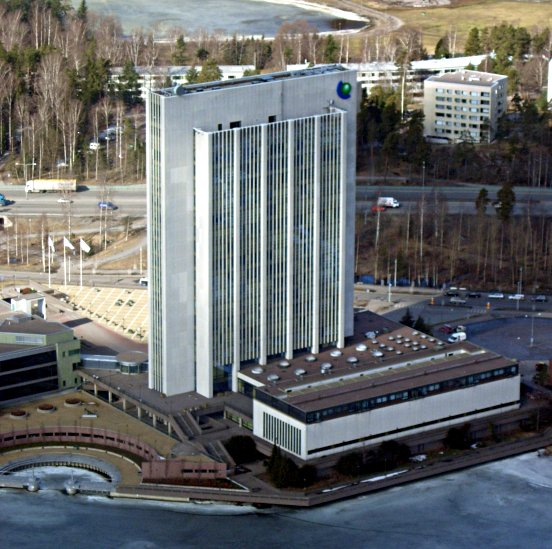
Le siège de Fortum.

Le Siège de Fortum (en finnois : Fortumin pääkonttori) est une tour de bureaux située dans la section Keilaniemi du quartier de Otaniemi à Espoo, en proche banlieue d'Helsinki, la capitale de la Finlande. 

## Description
La tour abrite le siège de la société Fortum. L'immeuble est conçu en 1978 par le cabinet d'architectes Castren-Jauhiainen-Nuuttila. D'une hauteur de 84 mètres, c'est la deuxième plus haute tour de Finlande.
La tour est construite alors que Uolevi Raade est le Directeur de la société Neste. Quand Imatran Voima fusionne avec Neste pour former Fortum, Fortum installe son siège dans la tour. Après 6 années de fusion, Neste et Fortum se séparent et le bâtiment est repris par Fortum. Neste Oil construira son nouveau siège à proximité.
Par beau temps du dernier étage on peut apercevoir Tallinn et inversement des éminences de Tallinn la tour Fortum est un repère finlandais bien visible.